# Vicious Cycle Software
Vicious Cycle Software är ett amerikanskt företag som bland annat utvecklar en spelmotor med namnet Vicious Engine. Företaget utvecklar även spel till Playstation Portable, Playstation 2, Playstation 3, Xbox 360, Nintendo DS och Nintendo Wii.